# Ащибулак (Аксуський район)
Ащибула́к (каз. Ащыбұлақ) — село у складі Аксуського району Жетисуської області Казахстану. Входить до складу Суиксайського сільського округу.
Населення — 490 осіб (2021; 600 у 2009, 627 у 1999, 782 у 1989).

## Історія
У радянські часи село називалося 1-а ферма совхоза Аксуський.